# Hyundai Alcazar
Hyundai Alcazar – samochód osobowy typu crossover klasy kompaktowej produkowany pod południowokoreańską marką Hyundai od 2021 roku.

## Historia i opis modelu

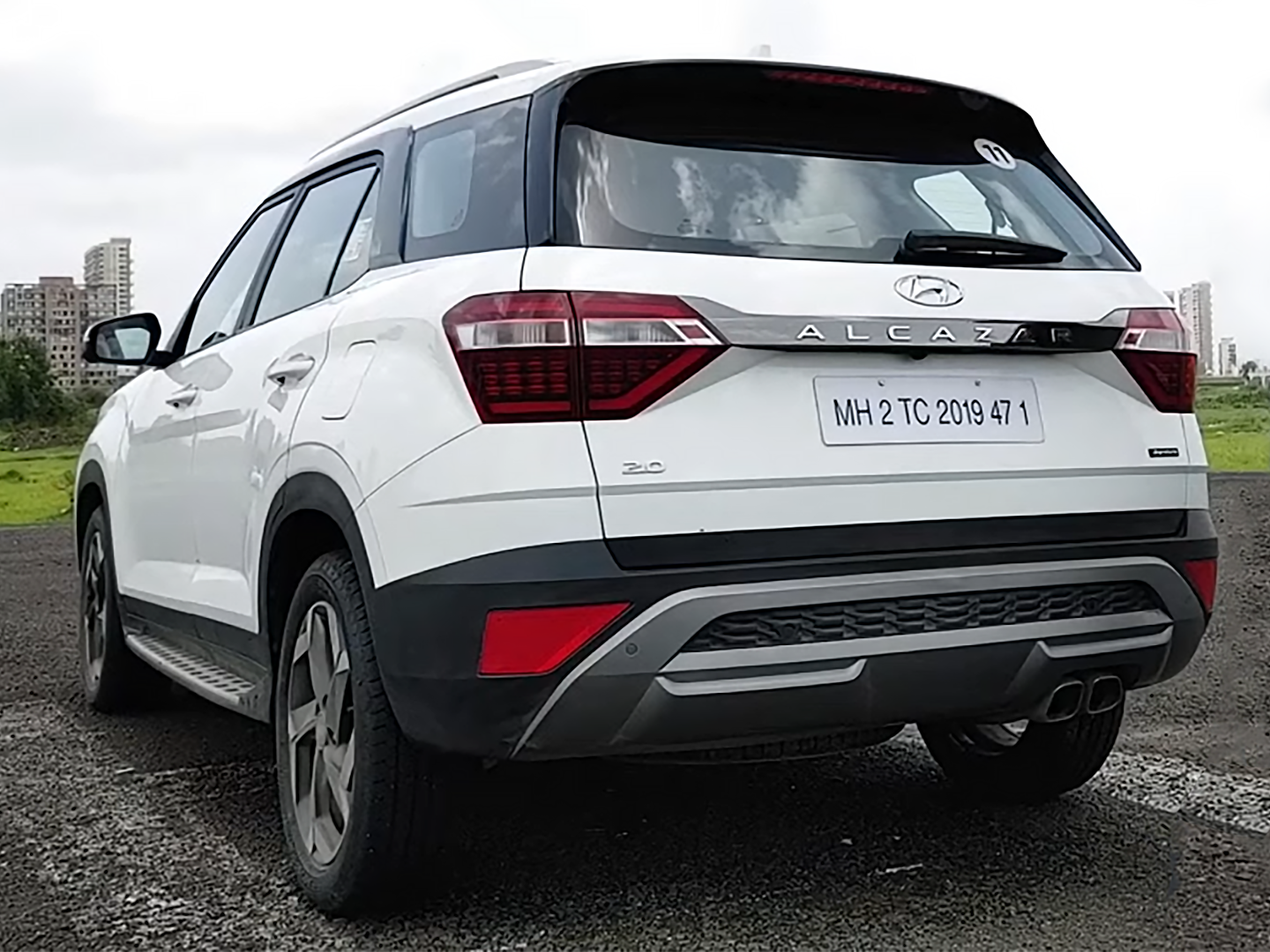
Hyundai Alcazar - tył

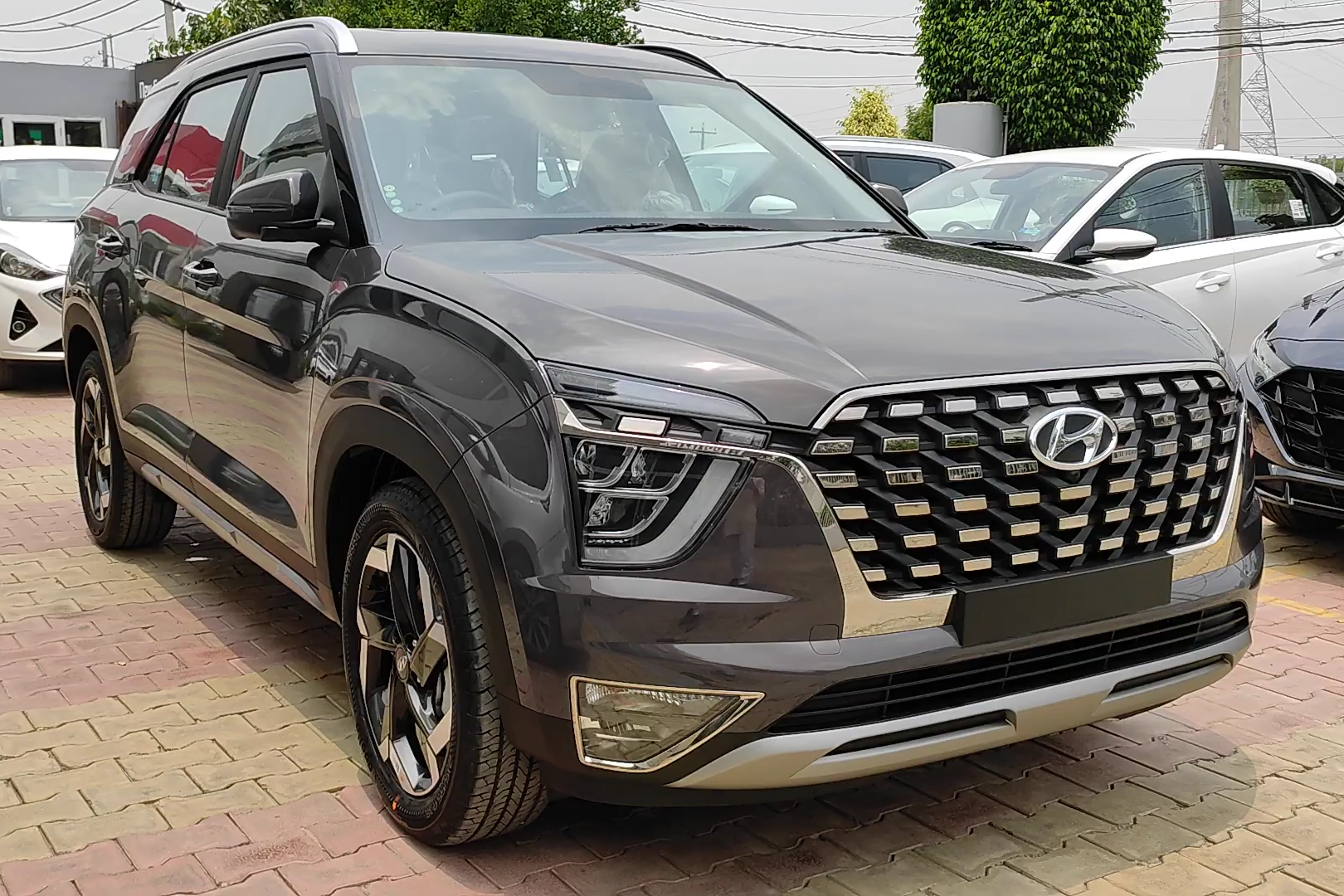
Hyundai Alcazar Prestige

W kwietniu 2021 roku Hyundai przedstawił nowy model zbudowany specjalnie z myślą o rynku indyjskim. Alcazar powstał jako rozwinięcie koncepcji mniejszego crossovera Creta, odróżniając się od niego stylizacją za przednim rzędem siedzeń.
Nadwozie zyskało większy bagażnik i dłuższy tylny zwis, wyżej poprowadzoną linię dachu, większy rozstaw osi, a także przeprojektowane lampy i zderzak. Kosmetyczne zmiany zyskała także przednia część nadwozia z dodatkowymi akcentami z chromu. Kluczową cechą wyróżniającą Hyundaia Alcazara stała się możliwość transportu sześciu lub siedmiu pasażerów dzięki wygospodarowaniu przestrzeni na dodatkowy, trzeci, składany rząd siedzeń w przedziale bagażowym. 
Indyjski oddział Hyundai zdecydował się odróżnić model Alcazar od mniejszej Crety także pozycjonowaniem pod kątem wyposażenia i związanej z tym charakterystyki - pojazd oferuje wyraźnie bogatsze wyposażenie, ma więcej wariantów konfiguracji, a także dostępny jest m.in. z opcjonalnym wykończeniem deski rozdzielczej ze skóry.

### Lifting
W sierpniu 2024, wzorem pokrewnej Crety, Hyundai Alcazar przeszedł obszerną restylizację. Przeprojektowany pas przedni uzyskał rozdzielone, dwurzędowe reflektory, które utworzyły górne klosze z motywem litery "H" połączone pasem świetlnym oraz niżej osadzone klosze osadzone rownolegle z wąską osłoną chłodnicy. Inny projekt zyskała też tylna część nadwozia, gdzie rozbudowane lampy tylne połączyła obszerna blenda świetlna. Wewnątrz zastosowano nowy projekt deski rozdzielczej, którą zdominował zestaw dwóch wyświetlaczy pod postacią cyfrowych zegarów i centralnego systemu multimedialnego.

### Sprzedaż
Hyundai Alcazar powstał z myślą o rynkach rozwijających się. Kompaktowy SUV w pierwszej kolejności trafił do sprzedaży pod koniec czerwca 2021 roku, wówczas z ograniczeniem do wewnętrznego rynku Indii. W październiku tego samego roku pod nazwą Hyundai Creta Grand rozpoczął się eksport także z myślą pierwszym kraju ościennym, rozpoczynając sprzedaż w Meksyku. W marcu 2022 roku zasięg rynkowy samochodu poszerzono o kolejny rynek zbytu, rozpoczynając sprzedaż w Południowej Afryce - tam zdecydowano się zmienić kolejność członów w nazwie w stosunku do tej meksykańskiej na Hyundai Grand Creta. Wiosną 2023 uruchomiono sprzedaż pod nazwą Hyundai Cantus Lux na Dominikanie, a w sierpniu tego samego roku uruchomiono produkcję w kolejnym kraju po Indiach - w sąsiednim Bangladeszu.

### Silniki
- R4 2.0l MPI 157 KM
- R4 1.5l Turbodiesel 113 KM